# Heteroleuca obscurata
Heteroleuca obscurata är en fjärilsart som beskrevs av Paul Dognin 1914. Heteroleuca obscurata ingår i släktet Heteroleuca och familjen mätare. Inga underarter finns listade i Catalogue of Life.